# Juan José Ezquerro
Juan José Ezquerro Díaz (Los Arcos, 7 de julio de 1664 – Pamplona 17 de mayo de 1727) fue impresor, librero y editor ocasional, con negocio de Pamplona, a la sazón capital del Reino de Navarra. En 1700 heredó la imprenta de su tío Martín Gregorio de Zabala, y la dirigió durante 27 años, hasta su muerte en 1727, cuando contaba 63 años. Le sucedieron cinco propietarios y el taller estuvo en funcionamiento ininterrumpidamente hasta 1808, como se comprueba en el gráfico publicado al final de este artículo.
Estuvo activo durante 24 años, desde 1704 hasta 1726, y en este tiempo sacó a la luz 25 títulos, que representan el 3,3% de la producción de las imprentas navarras del siglo XVIII. La mitad era de tema religioso, en conjunto predominaba el castellano y presentaban una calidad tipográfica discreta.

## Vida
Juan José Ezquerro nació en Los Arcos en 1664. Casó con Teresa Sáinz de Echávarri y vivió en su localidad natal hasta 1699. Se tiene noticia de que fue padre de al menos siete hijos, cuatro mujeres y tres varones. El último, José Miguel, nacido en 1701, le sucederá en 1727, aunque por poco tiempo, al frente del negocio de imprenta y librería.
Juan José Ezquerro era sobrino de María de Álava, esposa del también impresor Martín Gregorio de Zabala, fallecido en Pamplona en 1700. Así pues, el fundador de una saga de impresores pamploneses se formó en el taller de Zabala y a la muerte de este siguió con su negocio, pues Zabala no había tenido hijos. De hecho, los primeros trabajos menores de Ezquerro datan de esta fecha, aunque tardará cuatro años en llevar a cabo impresiones de más fuste.
Primeramente, Ezquerro se instala en el barrio pamplonés de San Saturnino, en cuya parroquia bautiza a sus hijos. Toma en arriendo en 1709, por seis años, una vivienda en la calle de Bolserías, propiedad del Hospital General, por la que paga una renta anual de 16 ducados e, inmediatamente, la subarrienda al maestro platero Miguel de Ezcati con esta misma renta. Más adelante, cuando su negocio se ha afianzado, se traslada a la calle Pozoblanco, en el barrio de San Nicolás; donde formará parte de la junta del barrio. Y aquí, en San Nicolás, fallecerá el 17 de mayo de 1727.
En sus últimos años Juan José Ezquerro, ya enfermo, debió de vivir apartado del trabajo, pues, en febrero de 1727, su hijo Pedro José aparece al frente del negocio.
El matrimonio Ezquerro había dejado sentado, en 1723, que tras su fallecimiento la herencia, bienes muebles e inmuebles, se repartiera entre los hijos varones. Por su parte, las hijas quedarían fuera, ya que en su día “les señalaron y pagaron sus dotes y no han de entrar en la repartición”.

### Administrador de bienes
Los registros notariales recogen frecuentes testimonios de la actividad administrativa desarrollada por Juan José Ezquerro a partir, al menos, de 1704, año en el que se tiene la primera noticia de la impresión de un libro.
Su actividad en la gestión comercial y patrimonial, al margen de la imprenta, alcanza una destacada intensidad entre 1714 y 1719. En este tiempo desempeña el cargo de administrador del influyente Pedro de Erdara y Cruzat. Este es señor de los palacios de Eulza e Iza, tiene, además, importantes bienes inmuebles en Pamplona y reside en Puebla de Castilla, en el Reino de Castilla. El trabajo de administrador pudo ir en detrimento del de impresor, lo que explicaría que no sacó libros entre 1715 y 1716; además, se ha de tener presente que por esas fechas estuvo envuelto en un pleito.
En 1717, al mismo tiempo que ejerce como administrador de Pedro de Erdara, se hace cargo de los negocios de Francisco Barragán, caballero de San Juan de Jerusalén, vecino de Puente la Reina, de las encomiendas de Biurrun, Cogullo y Melgar.

## Impresor

### Taller

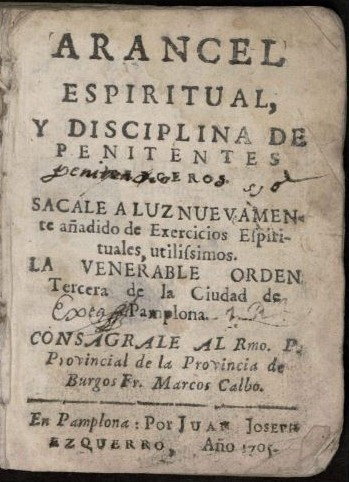
Arancel espiritual, impreso por Juan José Ezquerro en 1705

En 1704 Ezquerro había sacado a la luz un tomo de teología, de 400 páginas, y para el año siguiente debería imprimir el Arancel espiritual, de más de 500 en dieciseisavo (un tamaño muy reducido), y el Teatro trinitario de los sermones, que pasaría de las 400 en folio. Este último volumen, por su formato y dimensión, sin duda constituiría un compromiso de trabajo que difícilmente podría sacar con el personal de su taller y, es posible, que esta fuera la causa del contrato que suscribió con dos impresores extranjeros; así, el 20 de julio de 1704, concertó con Francisco Merveilleux, natural del lugar de Estrasburgo, y Joseph Authunant, natural de Arlés, ambos en el Reino de Francia, la impresión del Teatro Trinitario, “sin dejarlo de la mano y con la mayor puntualidad”, con el salario de nueve reales el pliego “con tal que les haya de dar la imprenta y demás materiales necesarios”. Queda claro que Ezquerro pone el taller y los materiales, y los impresores franceses su trabajo, que no han de interrumpir hasta terminarlo. 
En agosto de 1712 Ezquerro vuelve a recurrir a los servicios de un impresor extranjero, en esta ocasión se trata de Cornelio Miguel, “natural flamenco, residente en Pamplona”; contrata sus servicios por tres años, con un salario mensual de 24 reales, además de la habitación y la comida que le ha de proporcionar en su casa. Trabajará en exclusiva para su patrón; los días que no acuda al taller, por enfermedad o cualquier otro motivo, no cobrará, y, si se fuera antes de concluir el contrato, tampoco tendrá derecho a las cantidades que le debieran.

#### Utillaje
El inventario realizado en 1727, tras la muerte de Juan José Ezquerro, detalla el utillaje de su taller de imprenta: una prensa, un tórculo “para láminas finas”; “todo género de trastes: galeras, tablas, componedores, disuasorios y diferentes estampas de madera”. Se registra también “una gamella, para tener agua para mojar el papel, con su mesa vieja”, dos “tablones, que sirven de mesas, con sus pies postizos”, dos balas para entintar las formas y una libra de lana para rellenarlas, “un lavador para las formas”, una olla “para la lejía”, un saco “de quemar pez” y una piedra “para hacer tinta colorada”. En cuanto a la tipografía, se inventarían seis cajas de parangona, otras tantas de lectura, cuatro de texto y una de peticano. El taller de encuadernación se registra una “piedra de batir”, “un mazo de batir papel”, dos plegaderas, una prensa “con su ingenio”, dos punzones, tijeras, un tintero de plomo y un arca pequeña.

### Actividad impresora
En el segundo año de su carrera profesional, Juan José Ezquerro contrata con el abate francés Jean de Vayrac, capellán del virrey marqués de Solera, la impresión de un diccionario de español y francés, que deberá ser “de la misma grandeza y tamaño de el P. Tachard”, con 1.500 ejemplares de tirada. Pero este proyecto no se lleva a cabo, sin que se sepan los motivos.
Ezquerro trabaja junto con Francisco Antonio de Neira y Fernando Cepeda en la impresión del tomo tercero de los Anales del Reino de Navarra (1703). Con Neira, con el que comparte el cargo de impresor del Reino, colabora, por ejemplo, en la Suma Moral, de Bernardo Pacheco (1714), una obra en dos tomos que imprimen en sus respectivos talleres.

### Producción de libros
Aunque la actividad de Juan José Ezquerro comienza con el siglo, habrá que esperar hasta 1704 para conocer su primer libro impreso. El último verá la luz en 1726, un año antes de su muerte. Son, por lo tanto, 27 años de actividad profesional, aunque en determinadas fechas no se registra la impresión de libros, que se podría achacar a la dedicación de Ezquerro a otras actividades, como la administración de propiedades ajenas.
El ritmo de trabajo desciende en el tramo final de su vida laboral, de tal manera que en los últimos nueve años, entre 1718 y 1726, solo imprimió cinco libros.
| Producción de libros de la imprenta de Juan José Ezquerro (1704-1726) |
| --------------------------------------------------------------------- |
|                                                                       |

En 27 años de actividad se contabilizan 25 libros, lo que supone una media de 0,8 anuales, por debajo de la general, registrada en Navarra para toda la centuria, situada en 1,4. Sus libros representan el 3,3 por ciento del total del siglo XVIII en el Reino de Navarra.

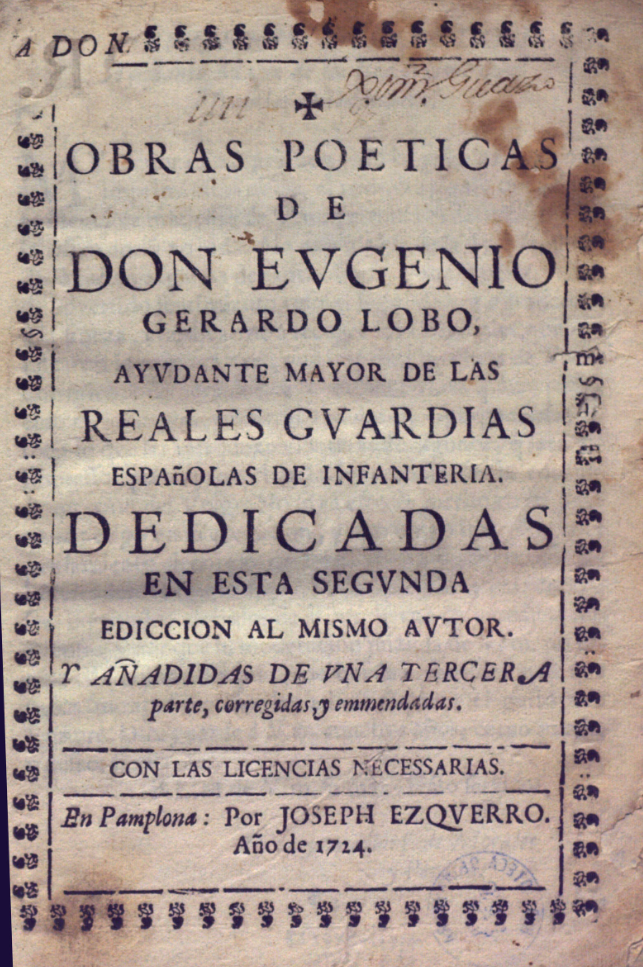
Obras poéticas de Eugenio Gerardo Lobo, impresas por Juan José Ezquerro en 1724

En cuanto a la distribución temática, prácticamente la mitad de los títulos pertenece a obras de Religión. El relativamente numeroso capítulo de las obras de Derecho se corresponde con las ediciones de Cuadernos de Leyes y del Privilegio de la Unión de Pamplona; se trata de encargos vinculados a sus oficios de impresor del Reino y de Pamplona. Por lo demás, el apartado de Historia se agota con las ediciones del Ayuntamiento de Pamplona sobre la inauguración de la capilla de San Fermín y exequias reales. El capítulo de Ciencias se reduce a dos obras de Medicina y, por último, el de Literatura a la gramática reiteradamente publicada de Bartolomé Bravo y a una antología poética de Eugenio Gerardo Lobo.
Llama la atención la abrumadora mayoría de obras en castellano, a pesar de que predominan los títulos de asunto religioso. El latín queda reducido a unos Officia propia sanctorum, a la gramática de Bartolomé Bravo y al tratado de teología tomista del carmelita Manuel de San Buenaventura.
En la impresión de libros destacan los formatos grandes, la mitad pertenece al cuarto. Se ha de destacar que seis títulos se presentan en el solemne tamaño del folio; de ellos, cuatro corresponden a ediciones institucionales del reino de Navarra, invariablemente impresas en este tamaño, y los dos restantes a una edición del obispado y a un sermonario del trinitario Francisco de la Madre de Dios. Los dos libros de tamaño inferior al octavo son modestos devocionarios.
Predominan los libros de cierto volumen, por encima de las 200 páginas —hay 11 con más de 400—; por el contrario, solo cuatro están por debajo de las 100. 
La calidad técnica del taller se sitúa en un nivel de discreción, con contadas impresiones destacadas, que corresponden a los encargos oficiales de los Cuadernos de Leyes o la edición sobre los baños de Tiermas, del médico pamplonés Manuel Rodrigo. Por el contrario, las impresiones menos cuidadas corresponden a tiradas masivas o de bajo coste, como pueden ser las obras de teología del dominico Francisco de Larraga y de Bernardo Pacheco, la popular  antología de poesías de Lobo y un librito sobre el padrenuestro, en 24º.

## Impresor oficial

### Impresor del Reino de Navarra

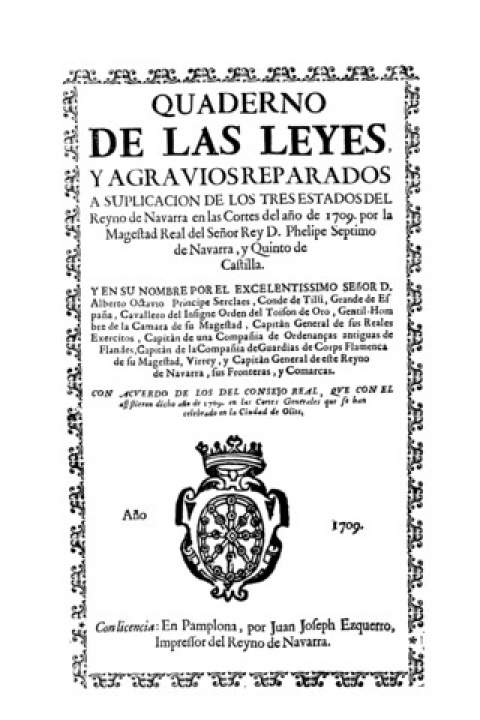
Cuaderno de las leyes aprobadas por las Cortes del reino de Navarra celebradas en 1709

Juan José Ezquerro, desde el inicio del siglo XVIII, se hace con los encargos de la Diputación del Reino de Navarra y del Ayuntamiento de Pamplona y así lo proclama cuando se anuncia como “Impresor del Reyno y de la Ciudad”.
En 1700, tras el fallecimiento de Martín Gregorio de Zabala, impresor del Reino, Francisco Antonio de Neira le sustituye con el salario habitual de 25 ducados, aunque con la obligación de pasar 13 ducados anuales a María de Álava, la viuda de Zabala. Pero, por esas mismas fechas, Neira sufre un destierro de Pamplona, lo que, entre otras cosas, le impide ejercer el cargo de impresor del Reino.
El extrañamiento sufrido por Neira da pie a Juan José Ezquerro para solicitar a las Cortes que le otorguen el cargo y sueldo de impresor del Reino. Estas disponen que María de Álava, la viuda del anterior titular de este oficio, siga cobrando 13 ducados de pensión con cargo al salario oficial de 25 ducados, y que Neira, que ya ha cumplido la pena de destierro, y Ezquerro se repartan a partes iguales los 12 restantes. De esta manera, Juan José Ezquerro comienza a ejercer el oficio de impresor del Reino.
Ante un salario tan mermado, Neira y Ezquerro confían en que, tras el fallecimiento de María de Álava, los 13 ducados de su pensión de viudedad pasen a engrosar su sueldo. Y así sucede en 1714, cuando los dos impresores, a la muerte de María de Álava, comienzan a cobrar, cada uno, 12,5 ducados anuales en vez de los seis que venían percibiendo.
Poco después, en 1716, fallece Neira y a su viuda se le concede medio salario en calidad de pensión, tal y como se había hecho con la viuda de Zabala; por su parte, Ezquerro continúa cobrando la otra mitad del sueldo oficial.
El cargo de impresor del Reino carecía de futuro, al igual que iba a suceder con el de impresor del Regimiento (ayuntamiento) de Pamplona. La Diputación, tras el fallecimiento de Neira, estaba dispuesta mantener el compromiso laboral contraído con Ezquerro, pero no tenía la menor intención de nombrar un sustituto. El puesto estaba destinado a desaparecer; así lo acordaron las Cortes, en agosto de 1716: 

Que de aquí adelante no se creen nuevos impresores, sino que, como vayan faltando los dos que hay ahora, que son Francisco de Neira y Juan José de Ezquerro, se extingan sus plazas sin nombrarse otros en su lugar.

 La decisión adoptada en 1716 se hizo realidad ocho años más tarde, el 4 de septiembre de 1724, cuando quedó suprimido el cargo de impresor del Reino.

### Impresor de Pamplona
Juan José Ezquerro también disfrutó del cargo de impresor del Ayuntamiento de Pamplona. El procedimiento de acceso a este puesto fue similar al de impresor del Reino: Martín Gregorio de Zabala lo había desempeñado hasta su muerte, en 1700; en 1701 lo ocupó su viuda María de Álava y, a partir de esta fecha, pasó a ejercerlo Ezquerro, quien permaneció como titular hasta que el Regimiento lo suprimió en 1717. 

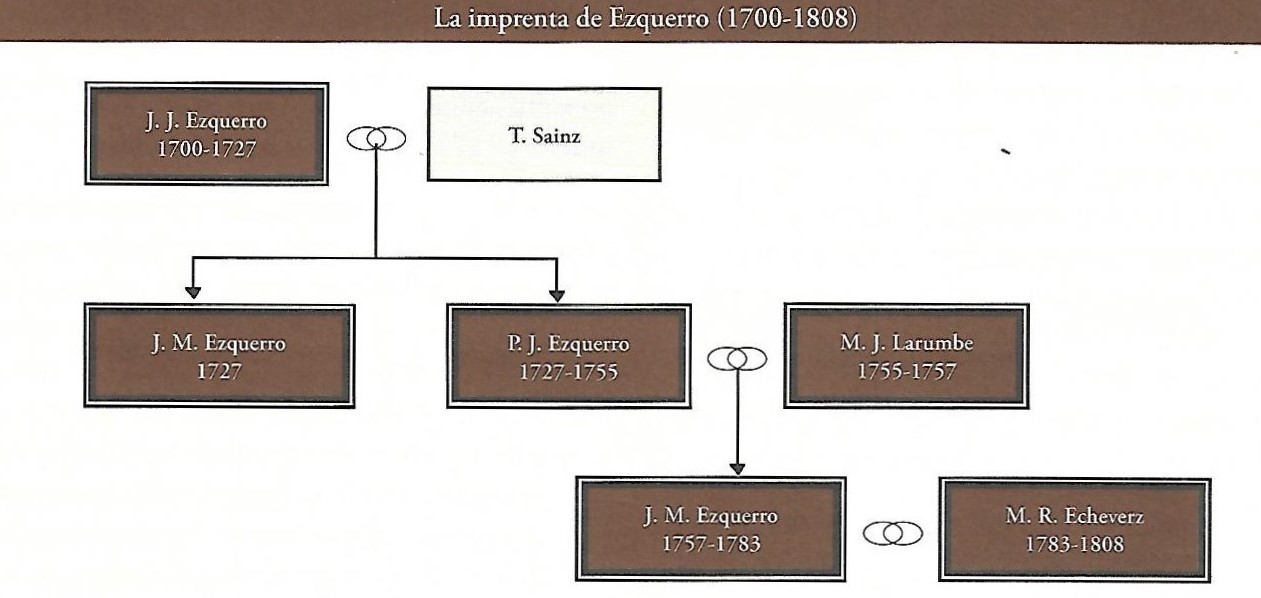
Sucesores del taller de Juan José Ezquerro (1700-1808)

Evidentemente, el cargo de impresor de la ciudad no reportaba beneficio al Ayuntamiento, pues por encima del salario tenía que pagar a precio de mercado los trabajos que realizaba. En lo sucesivo, los trabajos se repartieron entre los distintos profesionales de la capital navarra.

### Impresor del Consejo Real de Navarra
Los trabajos de impresión del Consejo Real de Navarra habían sido encomendados, en 1669, a Martín Gregorio de Zabala, quien, como se ha adelantado, reunía, además, los oficios de impresor del Reino y del Regimiento de Pamplona. En 1712, Juan José Ezquerro se ofrece para realizar los trabajos de impresión con los mismos precios que Zabala. El Consejo acepta la propuesta y dispone que en lo sucesivo las cédulas en derecho, los hechos ajustados de pleitos y otros papeles que pasen de un pliego y se hayan de entregar a los jueces, se impriman por Juan José Ezquerro. En lo sucesivo no se admitirá en los tribunales la presentación manuscrita de estos documentos procesales. El Consejo Real argumenta que, en relación con los informes en Derecho, memoriales ajustados y otros despachos que los abogados y relatores han de remitir a los jueces del Real Consejo y Corte Mayor, "resulta mucho más costoso a las partes el hacer y sacar los dichos traslados que si se imprimiesen, así por esto como por la dilación que les puede causar en escribir dichos traslados, [dado que pueden] comúnmente costar mucho más que doblado lo manuscrito que lo impreso".

## Librero
Desde los inicios de su carrera profesional trabaja en Pamplona como “maestro impresor y librero”.
En su librería emplea con el rango de oficial a Juan Micón (hijo), una persona de carácter difícil y regular trabajador. También presta servicio Simón Gil de Sagredo, natural de Calahorra, con un doblón de salario mensual, que supondría más del doble de los escasos 12 reales que se pagaban a Micón.
Se dispone del inventario de la librería, realizado tras su fallecimiento en 1727. Tenía a la venta 602 ejemplares encuadernados, más 70 en rama, que sumaban 958 reales. Un tercio de las obras era en folio, otro tercio en cuarto y el resto se repartía entre el octavo y el dieciseisavo.
Mantiene negocios con libreros de fuera de Navarra, como se comprueba tempranamente, en 1708, cuando adquiere al madrileño José de Horta una partida de libros con el compromiso de pagarlos para el día de San Fermín del año siguiente, es decir siete meses después de su recepción. Por este tiempo, también mantenía relaciones comerciales con el librero madrileño el pamplonés Alfonso Burguete.

## Editor
Ezquerro editó por su cuenta, al menos, un libro de medicina, en 1712, y la segunda edición de los Cuadernos de las Cortes celebradas en Estella en 1726.

## Galería de imágenes

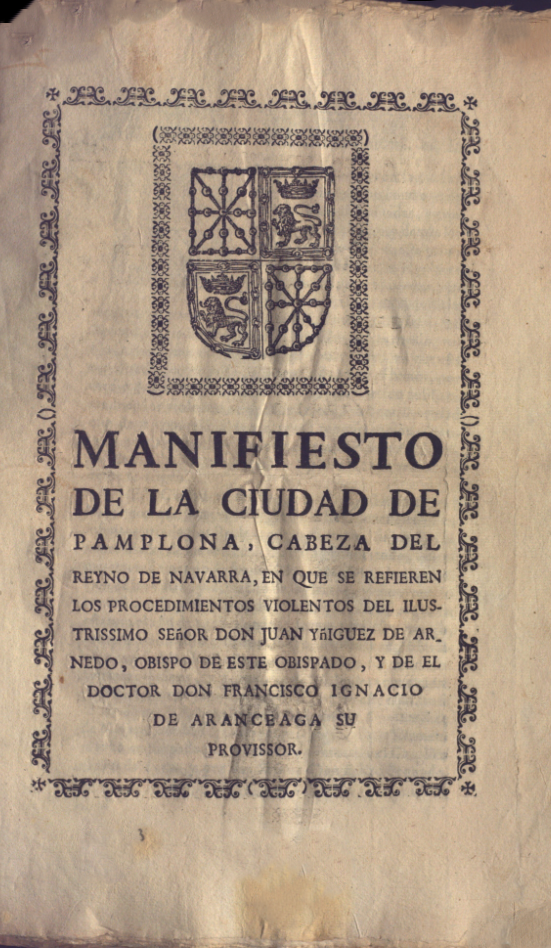
Litigio del ayuntamiento de Pamplona con el obispo por el privilegio de entrar vino libre de aranceles (Hacia 1702)
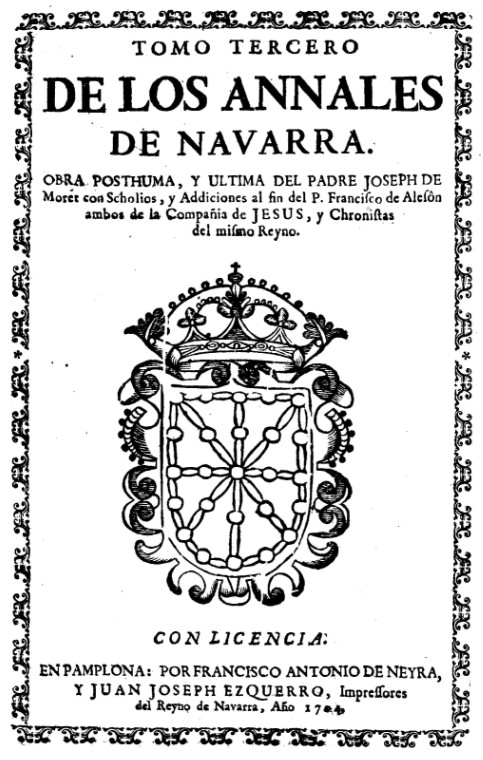
Tomo tercero de los Anales de Navarra, impreso por Ezquerro y Juan Francisco de Neira (1704)
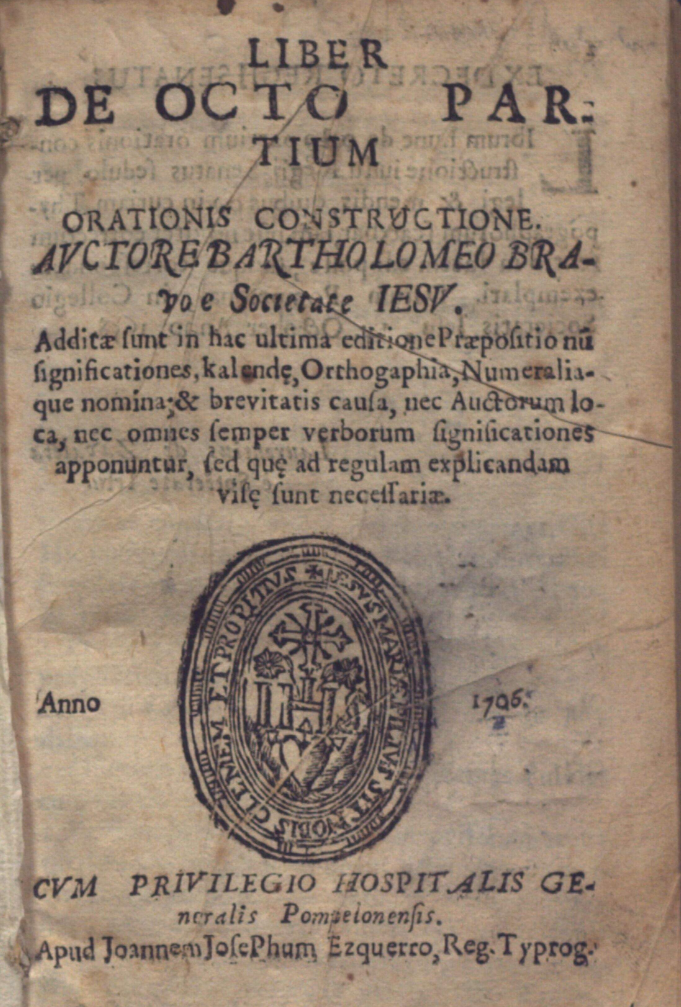
Gramática latina de Bartolomé Bravo editada por el Hospital General de Pamplona (1706)
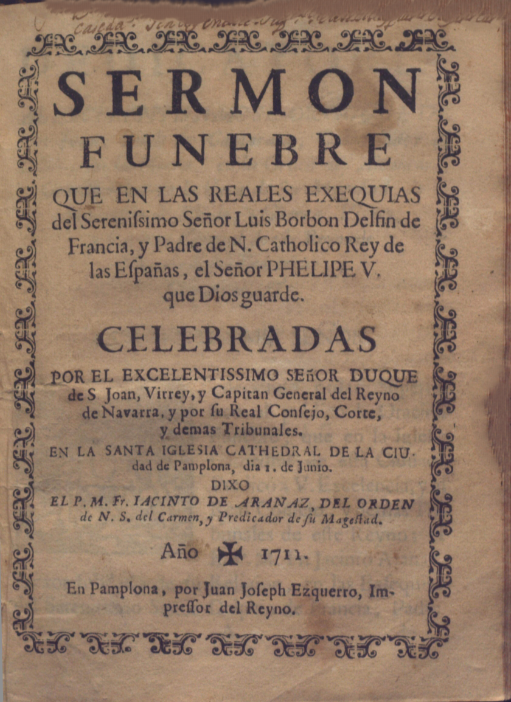
Exequias por el padre de Felipe V celebradas a instancia del Virrey de Navarra (1711)
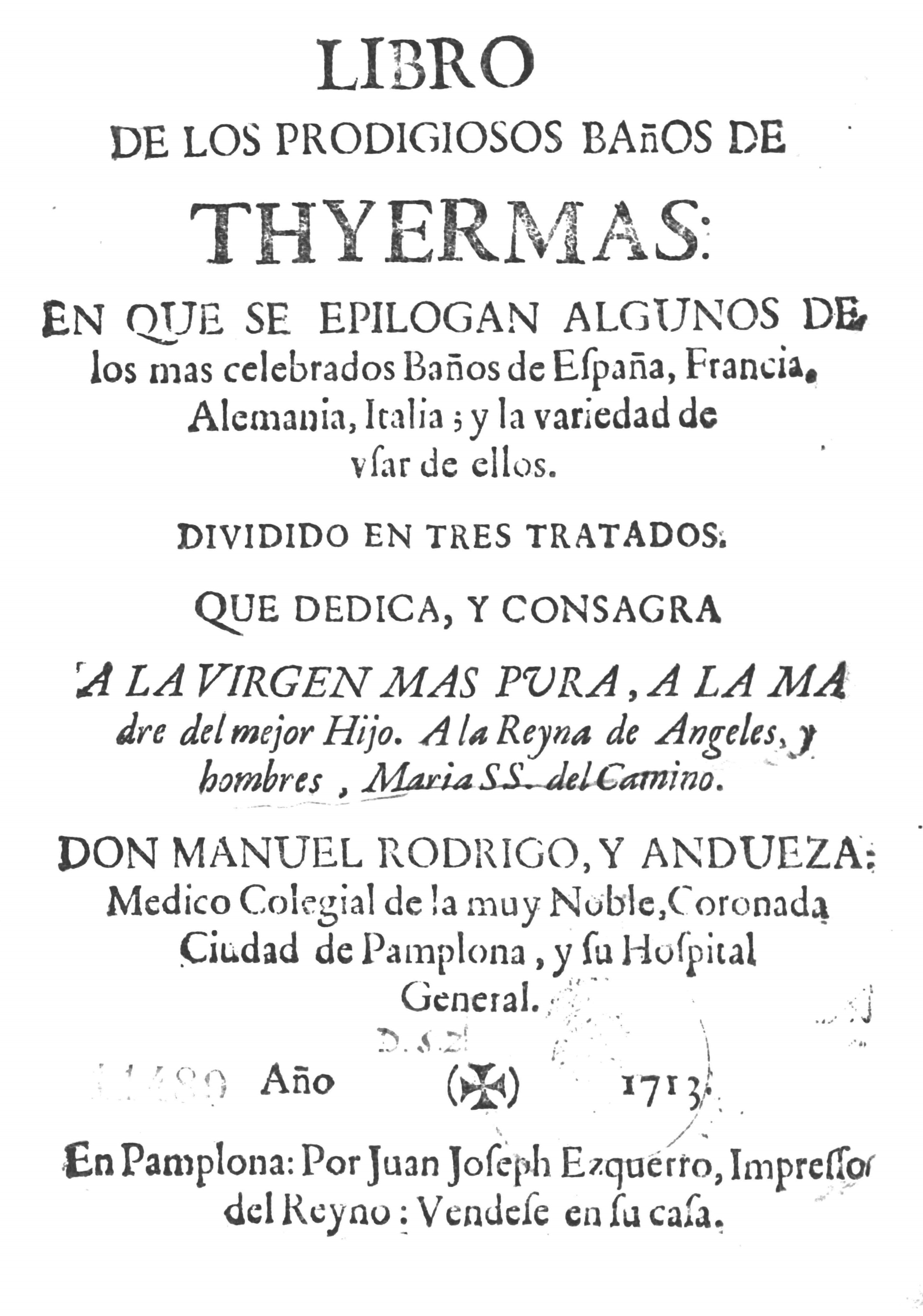
Libro de los prodigiosos baños de Tiermas (1713)
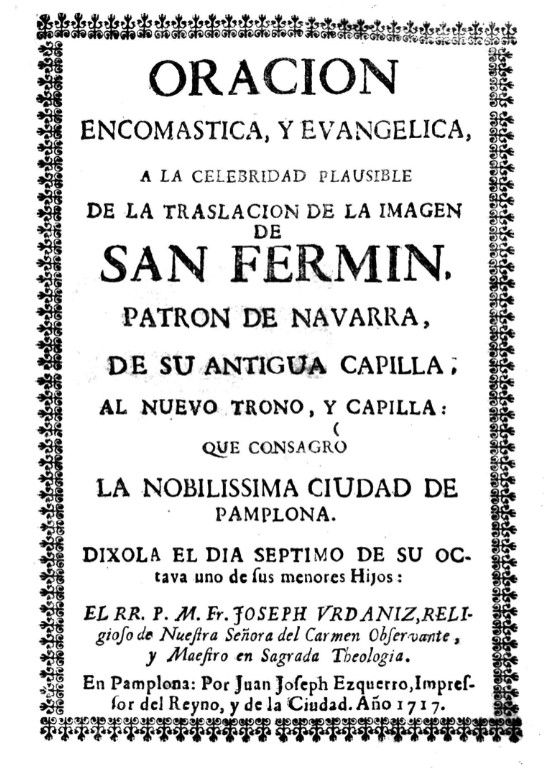
Inauguración de la capilla de San Fermín (1717)
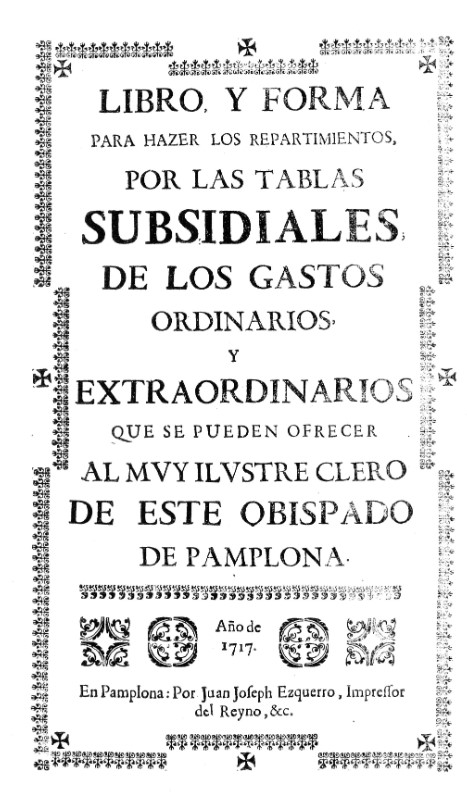
Reparto de las tablas subsidiales del clero diocesano (1717)
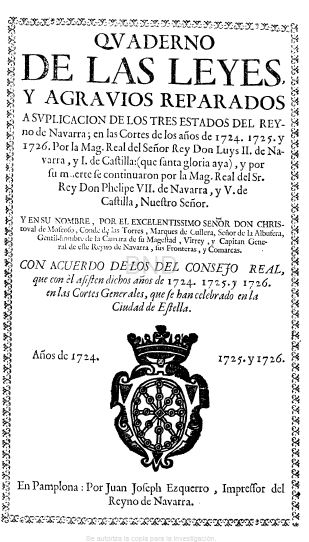
Quaderno de las leyes de las Cortes de Navarra celebradas entre 1724 y 1726